# Matthias Verschave
Pour les articles homonymes, voir Verschave.
Matthias Jérôme Alexis Verschave est un footballeur français né le 24 décembre 1977 à Lesquin. Il jouait au poste d'attaquant.

## Biographie
Après une saison à Chypre, il se lance un défi : participer à la S League à Singapour dans une équipe 100 % française, l'Étoile FC.

## Carrière
- 1999-2000 : Paris SG,  France (CFA)
- 2000-décembre 2001 : Swansea City,  Pays de Galles (Football League One)
- 2001-2002 : Clermont Foot,  France (National)
- juillet 2002-décembre 2002 : Clermont Foot,  France  (L2)
- 2003 : Stade de Reims,  France  (L2)
- 2003-2004 : Nîmes Olympique,   France (National)
- 2004-juin 2005 : Nîmes Olympique,  France (National)
- 2005-2006 : Stade brestois,  France (L2)
- 2006-2008 : FC Sète,  France (National)
- 2008-2009 : Olympiakos Nicosie,  Chypre
- jan. 2010-jan. 2011 : Étoile FC,  Singapour
- 2011-2012 : Châteaubriant,  France (DH)[1]

## Palmarès
- Champion de France de National en 2002 avec Clermont Foot.
- Vainqueur de la S League en 2010 avec l'Étoile FC.

## Statistiques
- 54 matchs et 4 buts en Ligue 2
- 148 matchs et 41 buts en National
- 12 matchs et 6 buts en 3e division anglaise